# San Bernardo (Cundinamarca)
San Bernardo – miasto w Kolumbii, w departamencie Cundinamarca.